# Premier Lycée
Le Premier Lycée (第一高等学校, Daiichi Kōtō Gakkō) est un établissement d'enseignement secondaire japonais situé à Tokyo. Il est créé en 1886 et fonctionne comme une école préparatoire à l'université de Tokyo. Sa dissolution intervient en 1950 dans le cadre de la réforme de l'éducation japonaise par l'occupant américain.